# Гай Випстан Апрониан
Вижте пояснителната страница за други личности с името Апрониан.
Гай Випстан Апрониан (на латински: Gaius Vipstanus Apronianus; † 86 г.) е политик и сенатор на Римската империя по времето на император Нерон.
От 57 г. до 86 г. Апрониан е член на колегията на арвалските братя. От януари до края на юни 59 г. той е консул заедно с Гай Фонтей Капитон. През 68/69 г. e проконсул на провинция Африка.
След смъртта на Галба на 15 януари 68 г. Апрониан признава в Африка още преди края на януари 69 г. новия император Отон.